# Корытняны
Корытня́ны (укр. Коритняни) — село в Холмковской сельской общине Ужгородского района Закарпатской области Украины.
Население по переписи 2001 года составляло 1596 человек. Почтовый индекс — 89435. Телефонный код — 3122. Занимает площадь 2,4 км².